# Clarence Arthur Tripp
Clarence Arthur Tripp Jr. (4 de octubre de 1919–2003) fue un psicólogo, escritor e investigador estadounidense que trabajó con Alfred Kinsey, y publicó la obra The Homosexual Matrix en 1985.

## Trayectoria
Nació el 4 de octubre de 1919 en Denton, Texas, yendo a la escuela secundaria Corsicana en mayo de 1938. Estudió en el Instituto de Fotografía de Nueva York en la ciudad de Nueva York y en 1940 se convirtió en miembro de la Sociedad de Ingenieros Cinematográficos. También estudió fotografía en la Escuela de Fotografía Eastman, en el Ateneo de Rochester y el Instituto de Mecánica (ahora Instituto Tecnológico de Rochester). Allí se graduó en 1941, especializándose en fotografía comercial. Sirvió en la Marina de los Estados Unidos. En febrero de 1943, consiguió un trabajo en la 20th Century Fox en la ciudad de Nueva York.
Tripp trabajó con Kinsey en el Instituto Kinsey de Investigación en Sexo, Género y Reproducción en Bloomington, Indiana, de 1948 a 1956. Por indicación de Kinsey, siguió estudiando y se doctoró en psicología clínica por la Universidad de Nueva York.  Publicó The homosexual matrix (1975), obra en la que trataba lo que consideraba concepciones erróneas acerca de la homosexualidad, planteando ideas novedosas sobre la atracción sexual y la homosexualidad.
Tripp llamó la atención con un libro, publicado póstumamente, en el que defendía que Abraham Lincoln había tenido varias relaciones con personas del mismo sexo.
Murió en su casa de Nyack, en el estado de Nueva York, en mayo de 2003 a causa de un cáncer. Le sobrevivió su pareja, Vacharin Praserthai.

## Obras
- The Homosexual Matrix (ISBN 0-07-065201-5)
- The Intimate World of Abraham Lincoln (ISBN 0-7432-6639-0)